# Ana María Godes Hospital
Ana María Godes Hospital (Barcelona, 11 de juliol de 1968) és una jugadora de tennis de taula catalana.
Es formà al Club Tennis Barcino. Aconseguí diversos campionats de Catalunya i d'Espanya en categoria infantil i juvenil entre 1980 i 1986. De forma precoç, es proclamà campiona absoluta de Catalunya individual i per equips als quinze anys. Al llarg de la seva carrera, guanyà tretze Campionats de Catalunya, sis d'individual (1983, 1985, 1986, 1987, 1988, 1989), dos de dobles (1983, 1985), dos de dobles mixtos (1985, 1987) i tres per equips (1984-85, 1985-86, 1986-88). A nivell estatal, guanyà vint-i-tres Campionats d'Espanya entre 1983 i 1992, set d'individual de forma consecutiva (1986, 1987, 1988, 1989, 1990, 1991, 1992), quatre de dobles (1986, 1988, fent parella Araceli Domènech, 1991, 1992, fent parella Glòria Gauchia), sis de dobles mixtos i sis per equips (1983, 1984, amb el CT Barcino, 1985, 1986, 1988, 1989, amb el Club de 7 a 9). Entre d'altres èxits, destacà la consecució de la medalla d'or als Campionats d'Espanya de 1988 i 1991 en totes les quatre disciplines disputades (individual, equips, dobles i dobles mixtos). També guanyà sis Lligues espanyoles, primer amb el CT Barcino i després amb el Club 7 a 9 (1985, 1986, 1988, 1989). Posteriorment, competí amb el Ford Repollés de Sant Sebastià. Durant la seva carrera esportiva, es convertí en la número 1 estatal i amb la selecció espanyola competí internacionalment en més 300 ocasions. Hi participà en quatre Campionats del Món (1985, 1987, 1989, 1991) i en cinc d’Europa (1984, 1986, 1988, 1990, 1992), així com als Jocs Olímpics de Barcelona 1992 en categoria individual i dobles, fent parella amb Glòria Gauchia. Es retirà als vint-i-quatre anys. Posteriorment, ha dirigit l'escola de tennis de taula del CT Barcino i ha sigut vocal de la junta directiva de la Reial Federació Espanyola de Tennis de Taula.